# Rajdowe Samochodowe Mistrzostwa Polski 1968
Ten artykuł dotyczy sezonu 1968 Rajdowych Samochodowych Mistrzostw Polski.

## Kalendarz[1]
| Runda | Data           | Nazwa rajdu          | Baza rajdu | Nawierzchnia  | Zwycięzca             | Raport |
| 1     | 20-21 kwietnia | 1. Rajd 1000 Jezior  | Olsztyn    | asfalt/szuter | Sobiesław Zasada      | Wyniki |
| 2     | 18-19 maja     | 12. Rajd Dolnośląski | Wrocław    | asfalt/śnieg  | Włodzimierz Markowski | Wyniki |
| 3     | 1-3 sierpnia   | 28. Rajd Polski      | Kraków     | asfalt        | Krzysztof Komornicki  | Wyniki |
| 4     | 15-16 września | 18. Rajd Wisły       | Wisła      | asfalt        | Sobiesław Zasada      | Wyniki |

- W Rajdzie Polski do klasyfikacji RSMP zaliczany był tylko I etap rajdu i początkowa część II etapu (do PKC 20 - Wodzisław Śląski).

## Klasyfikacje Rajdowych Samochodowych Mistrzostw Polski 1968[1]
- Klasyfikacja generalna - Puchar Motoru

Punkty w klasyfikacji generalnej przyznawano za 15 pierwszych miejsc według klucza: 15-14-13-12-...-3-2-1.
| Poz. | Kierowca/Pilot                   | Samochód                     | Pkt |
| ---- | -------------------------------- | ---------------------------- | --- |
| 1    | Sobiesław Zasada                 | Porsche 911 L Porsche 911 S  | 45  |
| 2    | Ryszard Nowicki                  | NSU 1000 TT                  | 40  |
| 3    | Krzysztof Komornicki             | Renault 8 Gordini            | 40  |
| 4    | Adam Smorawiński                 | BMW 1600 Ti                  | 35  |
| 5    | Kazimierz Jaromin Edmund Oprocha | Zastava 750 Fiat 850 Abarth  | 32  |
| 6    | Antoni Weiner Jan Karel          | BMW 1600 Ti                  | 30  |
| 7    | Stanisław Dalka                  | Porsche 912 NSU Prinz 1000 S | 29  |
| 8    | Ryszard Żyszkowski               | Fiat 850                     | 27  |
| 9    | Włodzimierz Markowski            | Porsche 912                  | 26  |
| 10   | Ryszard Kopczyk                  | Alfa Romeo Giulia Ti         | 18  |

- Punktacja RSMP:

Podział samochodów rajdowych według międzynarodowych regulaminów FIA:
- Grupa I - samochody turystyczne seryjne - produkowane w ilości co najmniej 5000 egzemplarzy w ciągu roku.
- Grupa II - samochody turystyczne - produkowane w ilości co najmniej 1000 egzemplarzy w ciągu roku.
- Grupa III - samochody GT - produkowane w ilości co najmniej 500 egzemplarzy w ciągu roku.

Samochody grup I, II i III podzielone były na klasy według pojemności silnika:
- klasa 1 - gr. I i II do 850 cm3
- klasa 2 - gr. I i II do 1150 cm3
- klasa 3 - gr. I i II do 1300 cm3
- klasa 4 - gr. I i II do 1600 cm3
- klasa 5 - gr. I i II do 2000 cm3
- klasa 6 - gr. I i II powyżej 2000 cm3
- klasa 7 - gr. III do 1600 cm3
- klasa 8 - gr. III powyżej 1600 cm3

Inny podział obowiązywał w polskich rajdach. Samochody startujące w RSMP podzielone były na klasy:
- klasa 1 - do 600 cm3
- klasa 2 - do 850 cm3
- klasa 3 - do 1000 cm3
- klasa 4 - do 1300 cm3
- klasa 5 - do 1600 cm3
- klasa 6 - powyżej 1600 cm3

System punktacji w RSMP:
Punkty w poszczególnych klasach przyznawano za 6 pierwszych miejsc w klasie według klucza: 8-6-4-3-2-1.
Pogrubioną czcionką wyróżniono nazwiska zawodników, którym przyznano tytuły Mistrzów i Wicemistrzów Polski.
Klasa 6
Tytułów mistrzowskich nie przyznano z powodu braku regulaminowej ilości samochodów startujących w tej klasie.
Klasa 5
| Poz. | Kierowca                | Samochód    | Suma pkt |
| ---- | ----------------------- | ----------- | -------- |
| 1    | Adam Smorawiński        | BMW 1600 Ti | 18       |
| 2    | Antoni Weiner Jan Karel | BMW 1600 Ti | 17       |

Klasa 4
| Poz. | Kierowca                                | Samochód          | Suma pkt |
| ---- | --------------------------------------- | ----------------- | -------- |
| 1    | Ryszard Nowicki                         | NSU 1000 TT       | 30       |
| 2    | Krzysztof Komornicki Zygmunt Wiśniowski | Renault 8 Gordini | 20       |

Klasa 3
| Poz. | Kierowca               | Samochód         | Suma pkt |
| ---- | ---------------------- | ---------------- | -------- |
| 1    | Henryk Mandera         | Wartburg         | 22       |
| 2    | Włodzimierz Groblewski | NSU Prinz 1000 S | 17       |
| 3    | Jan Wojczaczek         | NSU Prinz 1000 S | 17       |

Klasa 2
| Poz. | Kierowca                         | Samochód                    | Suma pkt |
| ---- | -------------------------------- | --------------------------- | -------- |
| 1    | Kazimierz Jaromin Edmund Oprocha | Zastava 750 Fiat 850 Abarth | 26       |
| 2    | Ryszard Żyszkowski               | Fiat 850                    | 21       |

Klasa 1
| Poz. | Kierowca                        | Samochód    | Suma pkt |
| ---- | ------------------------------- | ----------- | -------- |
| 1    | Jerzy Bachtin Andrzej Gieysztor | Trabant 601 | 21       |
| 2    | Jerzy Ujczak Jan Wolski         | Trabant 601 | 12       |